# È uno sporco lavoro
È uno sporco lavoro è stato un programma televisivo italiano, trasmesso su DMAX in prima serata con protagonista Chef Rubio ispirato al programma statunitense Lavori sporchi condotto da Mike Rowe.

## Edizioni
| Stagione | Conduzione | Messa in onda    | Messa in onda    | Episodi | Rete |
| Stagione | Conduzione | Inizio           | Fine             | Episodi | Rete |
| -------- | ---------- | ---------------- | ---------------- | ------- | ---- |
| 1        | Chef Rubio | 1º maggio 2017   | 5 giugno 2017    | 6       | DMAX |
| 2        | Chef Rubio | 30 ottobre 2017  | 6 dicembre 2017  | 6       | DMAX |
| Speciale | Chef Rubio | 18 dicembre 2017 | 18 dicembre 2017 | 1       | DMAX |

## Puntate

### Prima stagione
| Puntata | Regione             | Luogo                                          | Lavoro                                                                                  | Prima TV       | Telespettatori | Share |
| ------- | ------------------- | ---------------------------------------------- | --------------------------------------------------------------------------------------- | -------------- | -------------- | ----- |
| 1       | Sardegna            | Cagliari e San Basilio (SU)                    | Lavoro portuale, produzione formaggio                                                   | 1º maggio 2017 | 382.000        | 1,5%  |
| 2       | Emilia-Romagna      | Bologna e Lesignano de' Bagni (PR)             | spazzacamino, produzione Parmigiano Reggiano                                            | 8 maggio 2017  | -              | -     |
| 3       | Campania            | Napoli e Cetara (SA)                           | pulizia, disinfezione e deratizzazione bagni chimici, pesca alici e produzione colatura | 15 maggio 2017 | -              | -     |
| 4       | Lombardia           | Milano                                         | lavoro al mercato ittico, pulizia strade, pulizia Torri Gemini                          | 22 maggio 2017 | 260.000        | 1,0%  |
| 5       | Veneto              | Venezia, Chioggia (VE) e Valdastico (VI)       | manutenzione masegna di piazza San Marco, pesca esche vive e troticultura               | 29 maggio 2017 | 340.000        | 1,4%  |
| 6       | Trentino-Alto Adige | Sopramonte (TN), Albiano (TN) e Pregasina (TN) | produzione luganega, estrazione porfido e disgaggio                                     | 5 giugno 2017  |                |       |

### Seconda stagione
| Puntata | Regione       | Luogo                                  | Lavoro | Prima TV         | Telespettatori | Share |
| ------- | ------------- | -------------------------------------- | --- | ---------------- | -------------- | ----- |
| 1       | Sicilia       | Catania e Etna                         | produzione crispelle, smaltimento oli usati, trasformazione scarti animali e manutenzione funivia dell'Etna | 30 ottobre 2017  | 222.000        | 0,8%  |
| 2       | Toscana       | Massa e Barberino di Mugello (FI)      | demolizione auto e produzione lampredotto                                                                   | 6 novembre 2017  | -              | -     |
| 3       | Lombardia     | Saronno (VA) e Volta Mantovana (MN)    | manutenzione binari vicino alla stazione di Saronno e raccolta frutta e verdura                             | 14 novembre 2017 | -              | -     |
| 4       | Valle d'Aosta | Saint-Oyen e Chambave                  | taglialegna e falegname, vendemmia e produzione vino                                                        | 22 novembre 2017 | -              | -     |
| 5       | Puglia        | Bisceglie (BT) e Lesina (FG)           | bonifica di una discarica abusiva e pesca delle anguille nel lago                                           | 29 novembre 2017 | -              | -     |
| 6       | Marche        | Montecassiano (MC) e Montecarotto (AN) | asfaltatura strada e lavoro in azienda ovicola                                                              | 6 dicembre 2017  | -              | -     |

### Spin-offÈ uno sporco Natale
| Puntata | Regione                   | Luogo                                                   | Lavoro | Prima TV         | Telespettatori | Share |
| ------- | ------------------------- | ------------------------------------------------------- | --- | ---------------- | -------------- | ----- |
| #       | Valle d'Aosta e Lombardia | Courmayeur, Treviolo (BG), Locate Triulzi (MI) e Milano | allevamento renne, produzione panettone, allestimenti natalizi, consegna pacchi natalizi e consegna pasti ai senzatetto | 18 dicembre 2017 | -              | -     |